# اندرو جان اسکافیلد
اندرو جان شوفیلد (معروف به اندی شوفیلد) آکادمیک و مدیر است که معاون دانشگاه لنکستر است. وی که یک فیزیکدان نظری بود، پیش از این معاون دانشگاه بیرمنگام و رئیس دانشکده مهندسی و علوم فیزیکی آن بود. به عنوان یک دانشگاهی، تمرکز تحقیق وی در نظریه سیستم‌های کوانتومی همبسته، به ویژه مایعات غیر فرمی، بحرانی بودن کوانتوم و ابررسانایی در دمای بالا است.
اندی شوفیلد قبل از خواندن علوم طبیعی در دانشگاه گونویل و کایوس، دانشگاه کمبریج، در مدرسه ویتگیف تحصیل کرده بود. در سال ۱۹۹۳، دکترای خود را در آزمایشگاه کاوندیش در کمبریج به دست آورد و موفق به دریافت بورس تحصیلی کالج در گونویل و کایوس شد. وی قبل از بازگشت به کمبریج به عنوان عضو پژوهشگر دانشگاه سلطنتی، یک محقق فوق دکترا در راتگرز، نیوجرسی بود. وی در سال ۱۹۹۹ به دانشکده فیزیک و نجوم دانشگاه بیرمنگام پیوست، در سال ۲۰۱۰ رئیس دانشکده شد و در سال ۲۰۱۵ به سمت معاون و رئیس دانشکده EPS ارتقا یافت. در ماه مه سال ۲۰۲۰، اندی معاون دانشگاه لنگستر شد.

## جوایز
- جایزه شولدهام (۱۹۸۹)، گونویل و کایوس.[۳]
- مدال و جایزه ماکسول (2002)[۷] برای کار در مورد خصوصیات ظهور الکترونهای همبسته.
- همکار موسسه فیزیک (۲۰۰۲).